# Formação de albedo
Uma formação de albedo é uma grande área na superfície de um planeta (ou outro corpo no  sistema solar) que exibe um contraste na claridade ou escuridão (albedo) em relação às áreas adjacentes.
Historicamente, as formações de albedo foram as primeiras (e normalmente as únicas) formações avistadas em Marte e Mercúrio. Antigos mapas clássicos (como os de Schiaparelli e Antoniadi) descreviam apenas formações de albedo e assim permaneceu até a chegada de sondas espaciais, quando outros objetos geográficos como crateras pudessem ser vistos.
Em corpos como Marte e Mercúrio, uma formação de albedo é chamada às vezes de regio.
Em corpos com uma atmosfera muito espessa como Vênus ou Titã, formações de albedo permanentes não podem ser vistas utilizando se telescópios óticos ordinários pois a superfície não é visível, e apenas nuvens e outros fenômenos transitórios podem ser observados.
A primeira formação de albedo a ser observada em outro planeta foi Syrtis Major em Marte no século XVII.
Hoje, graças às sondas espaciais, imagens de alta resolução de objetos geográficos em Marte e Mercúrio estão disponíveis, e a nomenclatura clássica baseada nas formações de albedo de certa forma cairam em desuso. Ela é ainda utilizada para observações de Marte baseadas na Terra por astrônomos amadores.
No entanto, para alguns corpos do sistema solar como Plutão e Ceres que não foram ainda visitados por sondas espaciais, as melhores imagens disponíveis exibem apenas formações de albedo. Essas imagens geralmente foram obtidas pelo Telescópio Espacial Hubble ou telescópios baseados no solo utilizando ótica adaptativa.
Cydonia Mensae em Marte é um exemplo de uma formação de albedo.